# Jean Brocard
Jean Brocard (* 4. Oktober 1920 in Gray; † 11. Januar 2013 in Menthon-Saint-Bernard) war ein französischer Politiker. Er war von 1968 bis 1993 Abgeordneter der Nationalversammlung, wo er den Républicains indépendants und danach der UDF angehörte.
Brocard zog 1968 über den ersten Wahlkreis des Départements Haute-Savoie in die Nationalversammlung ein, wo er den bisherigen Abgeordneten Charles Bosson geschlagen hatte. Bei den folgenden Wahlen 1973 wurde er wiedergewählt und schaffte im selben Jahr den Einzug in den Generalrat des Départements Haute-Savoie. 1983 bewarb er sich zudem erfolgreich um das Amt des Bürgermeisters von Annecy-le-Vieux. Nachdem er 1978 und 1981 als Abgeordneter wiedergewählt worden war, gelang ihm dies auch 1986. Eine Kandidatur für den Senat im selben Jahr scheiterte hingegen. 1989 scheiterte er auch an der Wiederwahl zum Bürgermeister und wurde von Bernard Accoyer geschlagen. 1992 misslang ihm dazu die Wiederwahl als Mitglied des Generalrats. Brocard, der 1988 ein letztes Mal als Abgeordneter wiedergewählt wurde, trat bei den Parlamentswahlen 1993 nicht erneut an und beendete seine politische Karriere. 2005 wurde ihm der Ehrentitel eines Kommandeurs der Ehrenlegion verliehen. Brocard starb im Januar 2013.